# Сражение при Англоне

Первая фаза сражения: атака византийцев

Вторая фаза сражения: контратака сасанидов

Сражение при Англоне — состоявшееся в 543 году около крепости Англон сражение, в котором сасанидское войско Набеда нанесло тяжёлое поражение византийской армии под командованием Петра и Мартина; эпизод Лазской войны 541—562 годов.

## Исторические источники
Единственный нарративный источник о сражении при Англоне — «Война с персами» Прокопия Кесарийского.

## Предыстория
В 542 году правитель Сасанидского государства Хосров I Ануширван вторгся в византийскую Коммагену, но затем был вынужден отступить сначала к Адурбадагану, а затем к Адур-Гушнаспу. Сюда же прибыла и византийская армия. Когда Хосров I уже намеревался совершить поход в Византийскую Армению, в его войске началась эпидемии чумы. Тогда же шахиншаху доложили и о возглавленном Аношазадом восстании в Хузестане. В столь затруднительной ситуации Хосров I отправил к военному магистру Армении Валериану посольство во главе с епископом Двина Ендубием, которое предложило византийцам заключить мирный договор. Однако об этих событиях стало известно и Юстиниану I. Увидев возможность нанести поражение ослабленным эпидемией персам, византийский император прервал переговоры и приказал своим войскам вторгнуться в Персидскую Армению. По утверждению Прокопия Кесарийского, Юстиниан I «хорошо знал, что никто из врагов им не помешает».

## Византийское вторжение в Персидскую Армению
В то время военным магистром на Востоке был недавно назначенный на эту должность Мартин, не пользовавшийся авторитетом у других византийских военачальников. В результате тридцатитысячная византийская армия оказалось разделена на несколько частей: одна часть во главе с Мартином, Ильдигером и Феоктистом находилась в крепости Кифаризум; другая часть во главе с Петром и военным магистром Армении Валерианом, к которым присоединился Нарсес, находилась около Феодосиполя (современного Эрзурума); третья часть возглавлявшаяся Домнентиолом, Юстом, Перанием, Иоанном и Иоанном Обжорой осталась в Фисоне (недалеко от Мартирополя), готовясь к набегу на Персидскую Армению (позднее эти военачальники разграбили Тарониду, но так и не добились существенных успехов).
Противостоявшая им сасанидская армия под командованием Набеда насчитывала 4000 воинов. Она расположилась в находившемся к западу от Двина горном селении Англон (современный Дёнемеч). Готовясь устроить засаду византийцам, персы укрепили здешнюю крепость: заблокировали подходы рвами и засеками, а часть воинов укрыли в домах за её пределами. Основная же часть сасанидского войска расположилась в лагере вне крепости.

## Сражение
Среди византийских военачальников не было единогласия. Поэтому не уведомив о своих намерениях других полководцев, Пётр и Мартин, каждый самостоятельно, вторглись в Персидскую Армению и уже только там объединили свои войска. К ним также примкнули находившиеся в Корцианене отряды Филемуда и Вера, в то время как значительная часть византийской армии так и не смогла соединиться с войском Петра и Мартина. Целью похода был Двин, к которому византийцы двигались с как можно большей поспешностью, ожидая, что жившие там христиане сдадут им город без боя. Однако Прокопий Кесарийский утверждал, что этот поход был плохо подготовлен и что Пётр начал его, «ничего тщательно не обдумав».
На пути к Англону в плен к византийцам попал один из персидских воинов, который ложно сообщил, что Набед уже увёл войско вглубь Персидской Армении. Думая, что им теперь не угрожает нападение врага, византийская армия пришла в полный беспорядок, двигаясь дальше «безо всякой команды, не выстроенная в боевые ряды». Значительная часть воинов занялась грабежом близлежавших селений. Только подойдя к Англону, Пётр и Мартин узнали о находившемся здесь персидском войске. Несмотря на то, что позиция персов была намного лучше, так как находилась на вершине горы, византийские военачальники решили вступить в сражение. Прокопий Кесарийский писал, что Пётр и Мартин залогом успеха своей победы считали значительное численное преимущество их армии над войском Набеда. Готовясь к битве, византийская армия построилась в одну линию: её центром командовал Мартин, правым флангом — Пётр, левым флангом — Валериан.
Некоторое время оба войска провели без движения. Это вызвало недовольство Нарсеса, по приказу которого находившиеся в его подчинении армяне и герулы первыми вступили в бой. После этого часть персов (включая конницу) отступила к крепости. Произошло ли это вследствие атаки воинов Нарсеса или это было хорошо спланированным ложным отступлением, точно не известно. Византийцы бросились преследовать персов, но попали в подготовленную теми засаду: сасанидские лучники быстро уничтожили легковооружённых герулов, а сам Нарсес получил смертельную рану в рукопашной схватке. Вслед за тем воины Набеда контратаковали основные силы византийцев и разгромили их. По утверждению Прокопия Кесарийского, византийцы, «не выдержав нападения врага, бросились изо всех сил бежать, не помышляя об отпоре и забыв стыд и другие благородные чувства». Множество византийцев пало на поле боя, ещё многие погибли при отступлении. Среди последних был и Адолий, убитый брошенным одним из местных жителей камнем.
Прокопий Кесарийский очень критически описывал действия как высших византийских военачальников, так и императорской армии в целом. Главными причинами поражения византийцев он считал «недисциплинированность воинов и отсутствие согласия между военачальниками». Однако ряд историков оспаривает такие оценки. В том числе высказывается мнение, что императорское войско не было готово к навязанному персами типу боя, особенно учитывая недисциплинированность византийских воинов из числа «варваров». Дж. Б. Бьюри писал, что негативная оценка действий участвовавших в сражении при Англоне полководцев вызвана верностью Прокопия Кесарийского их сопернику Велизарию. Л. И. Р. Петерсен указывал, что описание действий византийцев в походе скорее свидетельствуют об их приверженности обычным тогда стратегии и тактике, чем об отсутствии должного управления войсками. А. Сарантис отмечал также героизм персидских воинов, проявленный при отражении атаки византийцев.

## Последствия
Победа при Англоне позволила Хосрову I Ануширвану активизировать военные действия против Византии. Вновь произведя вторжение в византийскую Месопотамию в 544 году, сасанидское войско под командованием шахиншаха долго осаждало Эдессу, но так и не смогло её взять.